# 一酸化二ヨウ素
一酸化二ヨウ素（いっさんかにようそ）は、ヨウ素の酸化物で次亜ヨウ素酸の酸無水物相当の化合物であるが、本物質は、不安定で、単離できない。

## 反応
水と反応して、次亜ヨウ素酸となる。
{\displaystyle {\ce {I2O\ + H2O -> 2HIO}}}

## 関連物質
- 一酸化二塩素
- 一酸化二臭素